# 마샤 존스 스모크

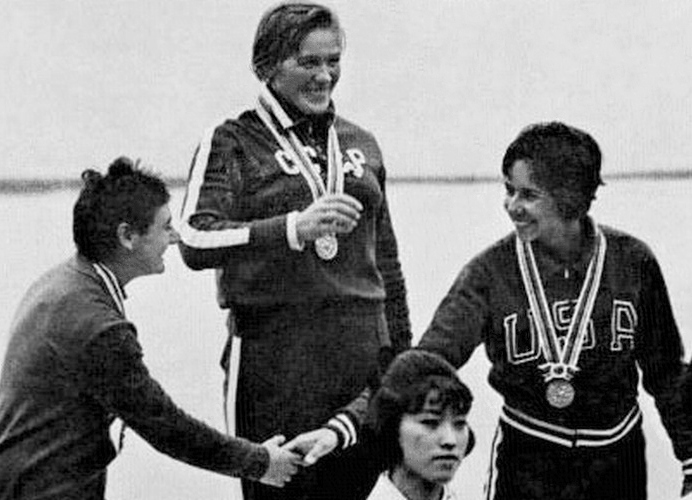
1964년 올림픽의 존스(오른쪽)

마샤 존스 스모크(Marcia Jones-Smoke, 본명: 마샤 잉그램 존스 스모크, Marcia Ingram Jones Smoke, 1941년 7월 18일 ~ )는 미국의 스프린트 카누 선수이다. 1964년, 1968년, 1972년 올림픽에 출전했고, 1964년 K-1 500m 종목에서 동메달을 획득했다.
오클라호마주 오클라호마시티 출신인 존스는 미시간 주립 대학교를 졸업했다. 1967년 팬아메리칸 게임에서 3개의 금메달을 획득했고, 전국 선수권 대회에서 35회, 북아메리카 선수권 대회에서 24회 우승을 차지했다.
남편 윌리엄 스모크는 1964년 도쿄 하계 올림픽 K-4 1000m 두 번째 패자부활전에서 4위를 차지했다. 존스의 아들인 제프(Jeff)는 2004년 아테네 하계 올림픽 K-2 1000m 준결승에서 7위를 차지했다. 여동생인 스페리 라데메이커(Sperry Rademaker)는 멕시코시티의 1968년 하계 올림픽에서 K-2 500m 종목에서 7위를 차지했다.